# قطعنامه ۱۵۴۳ شورای امنیت
قطعنامه ۱۵۴۳ شورای امنیت سازمان ملل متحد که در تاریخ ۱۴ مه ۲۰۰۴ تصویب شد، سندی بین‌المللی دربارهٔ اوضاع در تیمور شرقی است. این قطعنامه طی نشست ۴۹۶۸ام با ۱۵ رای موافق، ۰ مخالف و ۰ ممتنع تصویب شد.